# SeHCAT
El SeHCAT (àcid 23-seleno-25-homotaurocòlic, taurina d'àcid homocòlic amb seleni o àcid tauroselenocòlic) és un fàrmac utilitzat en un assaig clínic per diagnosticar la malabsorció d'àcids biliars.